# Universidad del Sureste de Noruega
La Universidad del Sureste de Noruega (en noruego: Universitetet i Sørøst-Norge), comúnmente conocida como USN, es una universidad estatal noruega. Tiene campus en Bø, Porsgrunn, Notodden, Rauland, Drammen, Hønefoss, Kongsberg y Horten. La USN es una continuación de los tres antiguos colegios universitarios de Telemark, Buskerud y Vestfold, que se fusionaron entre 2014 y 2016 para formar el Colegio Universitario del Sureste de Noruega. El rey en consejo otorgó a la institución el estatus de universidad el 4 de mayo de 2018. En 2021 tenía 1851 funcionarios y 18 275 estudiantes.
La USN tiene 88 programas de pregrado, 44 programas de maestría y 8 programas de doctorado. Según el número de estudiantes, se encuentra entre las instituciones de educación superior más grandes en Noruega. La universidad ofrece varios cursos de forma exclusiva en Noruega, como el estudio de óptica en Kongsberg y el estudio de escritor en Bø.

## Historia
Los Colegios Universitarios de Buskerud y Vestfold se fusionaron en 2014. El 4 de junio de 2015, las juntas de los colegios en Buskerud y Vestfold aprobaron una propuesta junto con el Colegio Universitario de Telemark para solicitar al gobierno que fusionaran las tres instituciones educativas. La consideración del Storting del Informe Konsentrasjon for kvalitet – strukturreform i universitets- og høyskolesektoren fue resuelta el 11 de junio del mismo año. Las entidades se fusionaron formalmente el 19 de junio de 2015 mediante Real Decreto, vigente a partir del 1 de enero de 2016.
Los directores de los colegios universitarios solicitaron que el nombre de la nueva institución fuera el del Colegio Universitario del Sureste de Noruega con fecha el 1 de enero de 2016. También se especificó en la decisión de la junta que el propósito de la fusión era convertirse en una universidad. Se envió una solicitud para obtener el estatus de universidad para su evaluación por parte de la Agencia Noruega para la Calidad de la Educación (NOKUT) en 2017. NOKUT emitió su recomendación de que la institución cumpliera con los criterios para el estatus de universidad en abril de 2018. El Colegio Universitario fusionado recibió el estatus de universidad con el nombre de Universidad del Sureste de Noruega con fecha 4 de mayo de 2018 y generalmente se la conoce con la abreviatura USN.

## Facultades
A partir del 1 de enero de 2017, las antiguas 8 facultades de los colegios universitarios de Telemark, Buskerud y Vestfold se convirtieron en 4 facultades y los antiguos 36 departamentos se convirtieron en 20.

### Facultad de Ciencias Sociales y de la Salud
La facultad cuenta con los siguientes departamentos:
- Departamento de Enfermería y Ciencias de la Salud
- Departamento de Sanidad, Asuntos Sociales y Bienestar
- Departamento de Optometría, Radiografía y Diseño de Iluminación

### Facultad de Humanidades, Deportes y Ciencias de la Educación
La facultad cuenta con los siguientes departamentos:
- Departamento de Matemáticas y Ciencias
- Departamento de Lengua y Literatura
- Departamento de Cultura, Religión y Ciencias Sociales
- Departamento de Vida al Aire Libre, Deportes y Educación Física
- Departamento de Ciencias Estéticas
- Departamento de Arte Tradicional y Música Popular
- Departamento de Educación

### Facultad de Tecnología, Ciencias y Estudios Marítimos
La facultad cuenta con los siguientes departamentos:
- Departamento de Ingeniería Eléctrica, Informática y Cibernética
- Departamento de Operaciones Marítimas
- Departamento de Microsistemas
- Departamento de Naturaleza, Salud y Medio Ambiente
- Departamento de Tecnologías de Procesos, Energía y Medio Ambiente
- Departamento de Ciencias y Sistemas Industriales

### Escuela de Negocios
USN Handelshøyskolen (Escuela de Negocios USN) ofrece programas de licenciatura y maestría, así como un programa de doctorado en Gestión de Marketing. Además, se ofrecen estudios de varios años y estudios de educación superior.
- Departamento de Economía y TI
- Departamento de Economía Industrial, Estrategia y Ciencias Políticas
- Departamento de Economía, Marketing y Derecho
- Departamento de Economía, Historia y Ciencias Sociales

## Exalumnos notables
- Sigve Brekke, presidente y CEO de Telenor Group.
- Eli Blakstad, política del Partido de Centro.
- Halvor Kleppen, personalidad mediática, propietario de un parque temático y escritor.
- Nicolai Houm, novelista
- Sindre Fossum Beyer, político del Partido Laborista.
- Trude Marstein, escritora.

## Galería

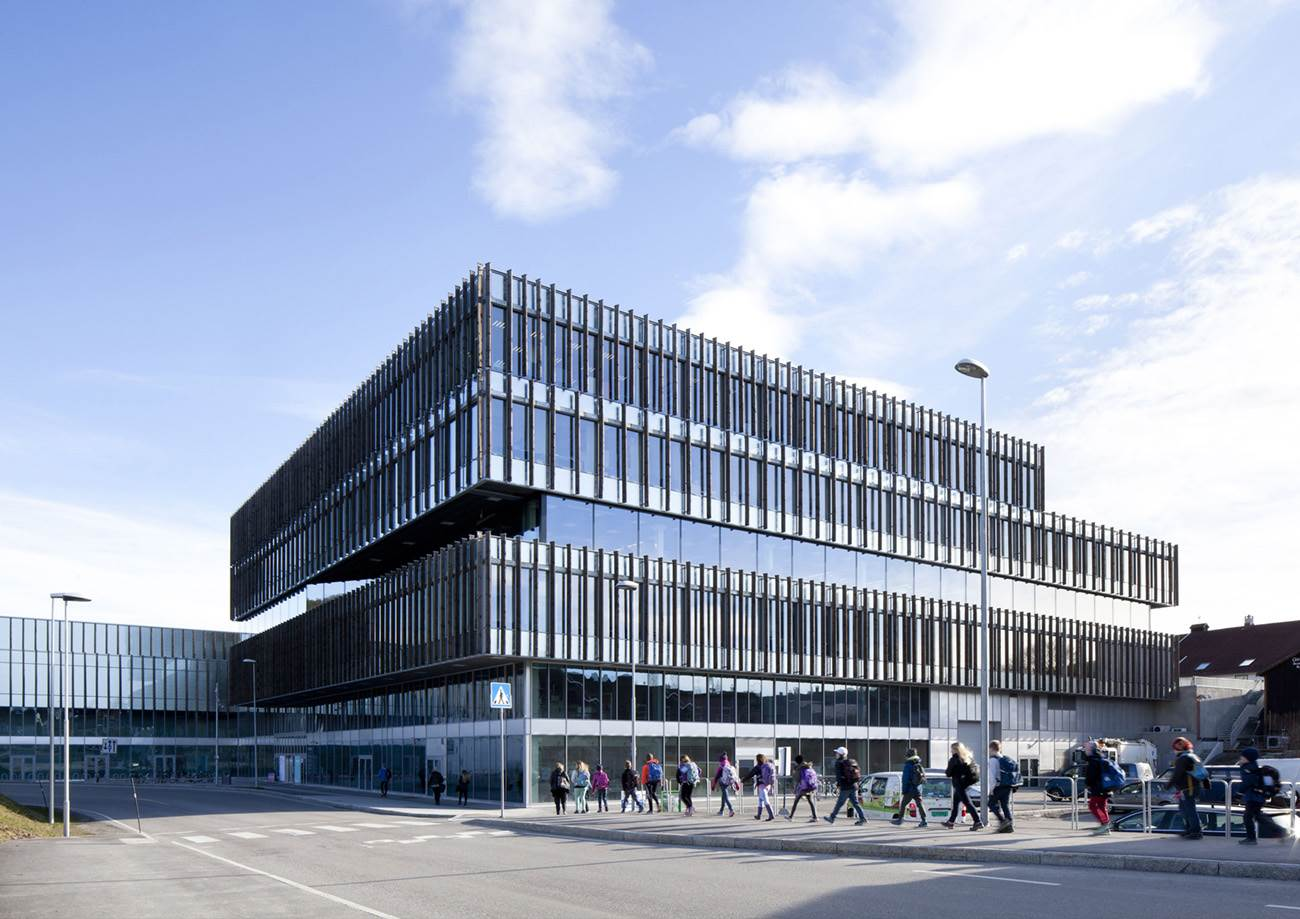
Campus Kongsberg
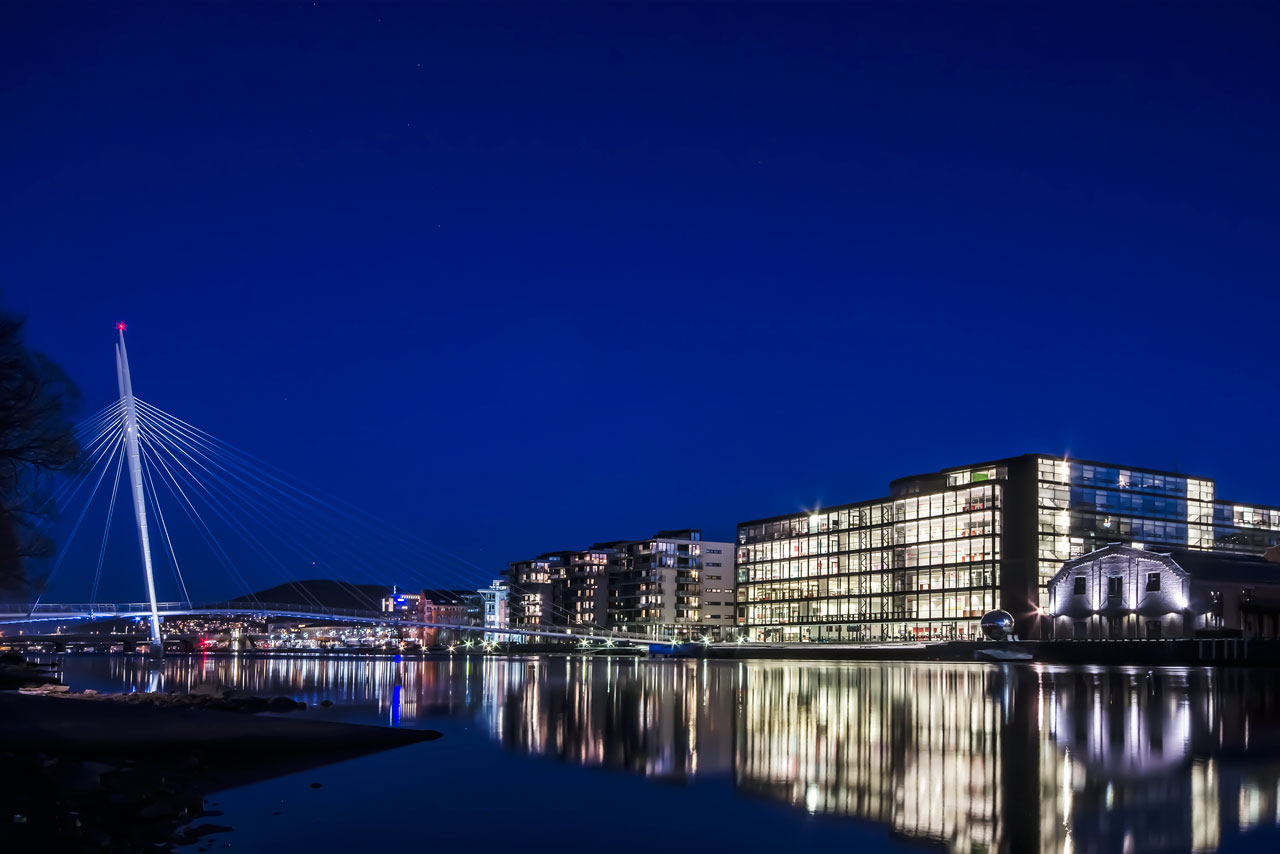
Campus Drammen
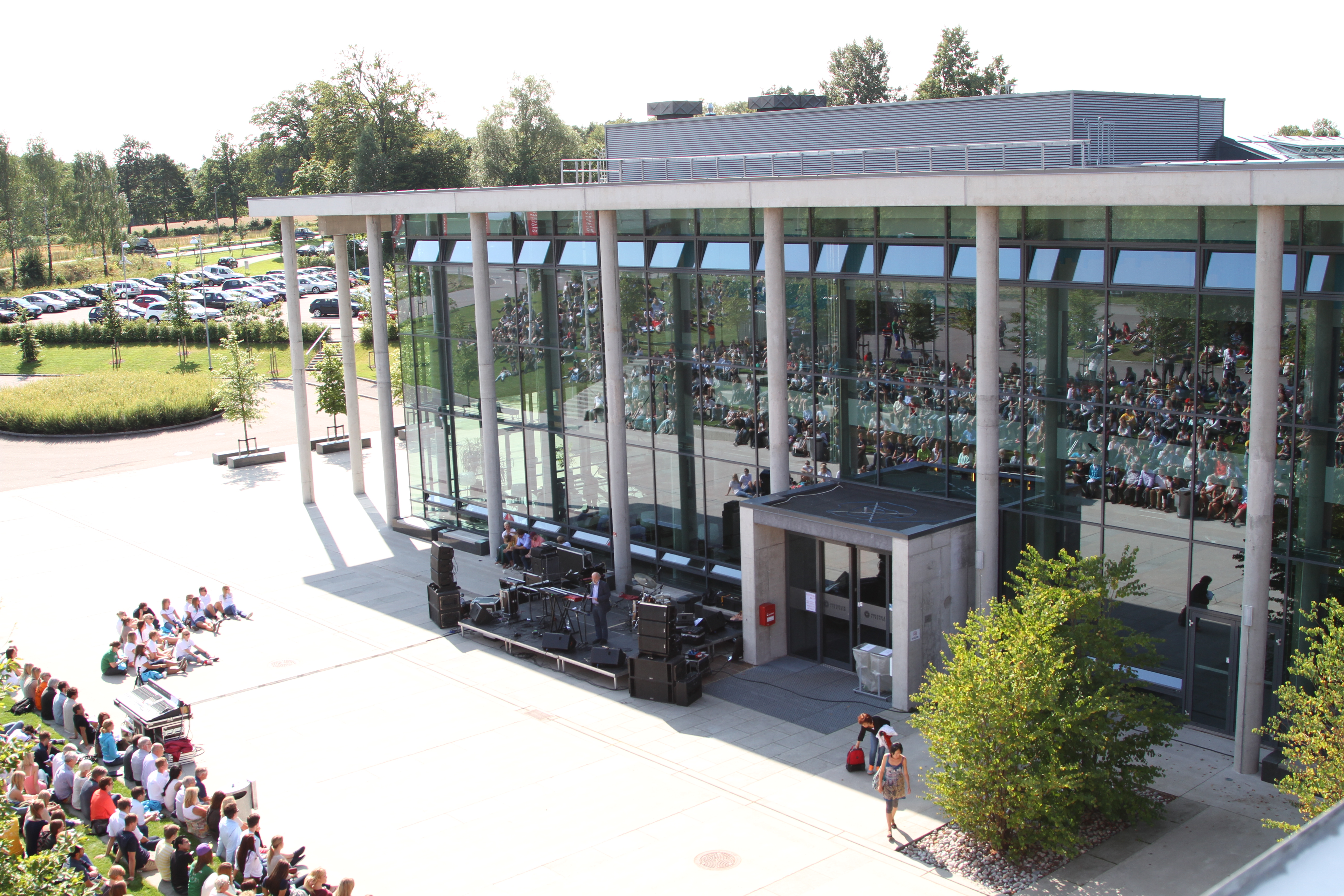
Inicio de semestre en el campus Vestfold en Horten
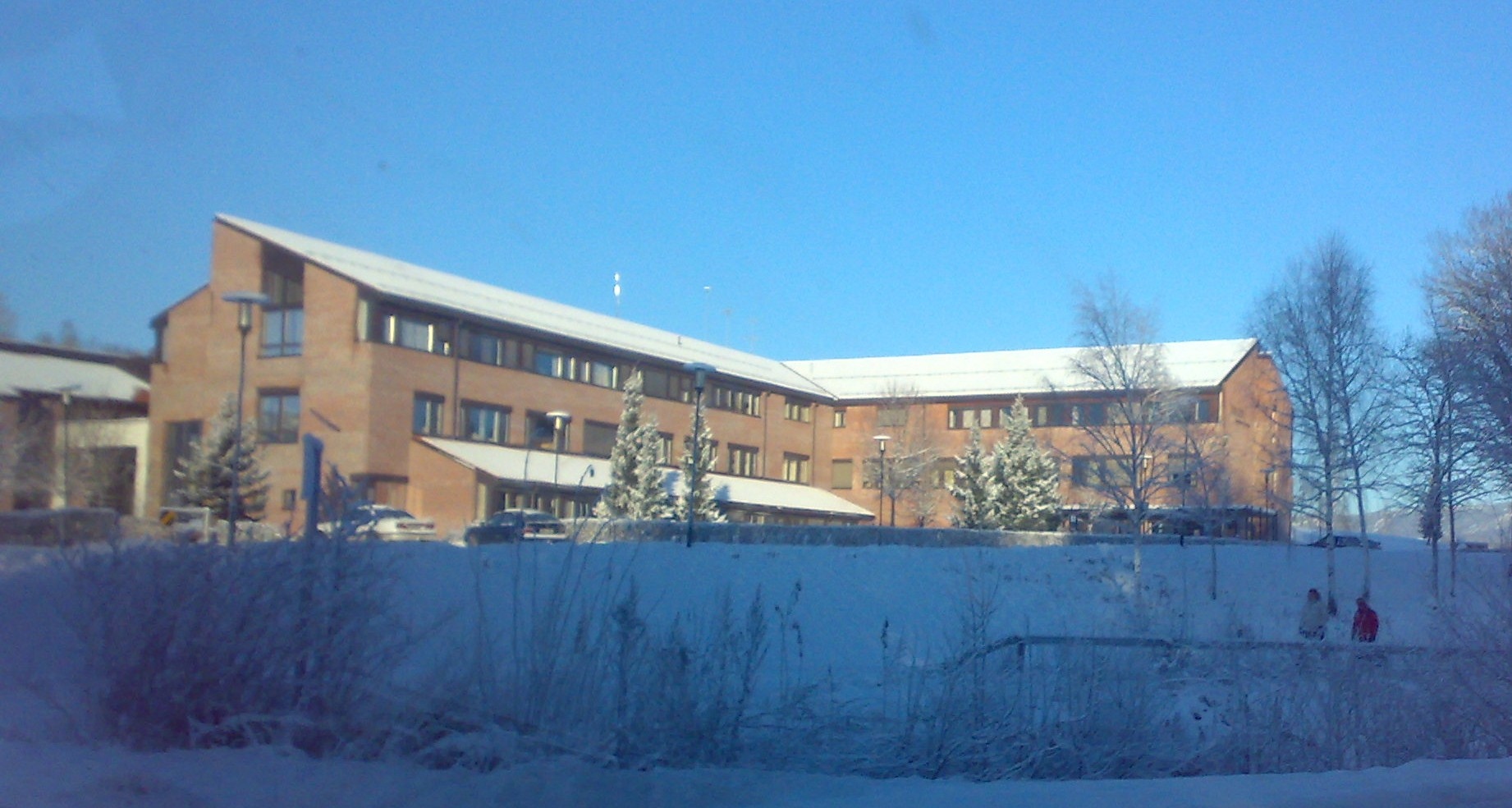
Campus Bø